# Ministère de l'Agriculture, de l'Industrie et du Commerce
Le ministère de l'Agriculture, de l'Industrie et du Commerce était un département du royaume d'Italie chargé des secteurs suivants :
- Production et culture, mise en valeur, bois et forêts, écoles techniques d'agriculture, comités agraires, crédit agraire et foncier, chasse et pêche en rivière ;
- Brevets industriels et propriété littéraire et artistique, écoles techniques industrielles, installations industrielles, marques, mines ;
- Etablissements de crédit, chambres de commerce, foires et marchés, traités commerciaux, pêche maritime, navigation, poids et mesures, marque des métaux précieux ;
- Recensement de la population et statistiques générales.

## Chronologie
Institué par le gouvernement Cavour IV par le décret royal n° 4192 du 5 juillet 1860, le ministère est supprimé par le gouvernement Depretis II par le décret royal n° 4220 du 26 décembre 1877, puis reconstitué par le gouvernement suivant Cairoli I par la loi n° 4449 du 30 juin 1878. 
L'organisation initiale du ministère reposait sur un bureau de cabinet et trois divisions distinctes, chacune chargée des différents secteurs du ministère, auxquelles s'est ajoutée ultérieurement la division des statistiques générales.
En 1916, les nécessités de guerre liées au déclenchement de la Première Guerre mondiale incitent le gouvernement Boselli à dissocier le département en créant, par le décret royal n° 755 du 22 juin 1916, le ministère de l'Agriculture d'une part et le ministère de l'Industrie, du Commerce et du Travail d'autre part. Ce deuxième ministère, à son tour, a subi une nouvelle division sous le gouvernement Nitti II qui, par le décret royal n° 700 du 3 juin 1920, a scindé cette structure ministérielle en deux ministères nouvellement créés, le ministère de l'Industrie et du Commerce et le ministère du Travail et de la Sécurité sociale.
La réunification des trois départements (agriculture, industrie et travail) a eu lieu en 1923 lorsque, sous le gouvernement Mussolini, ils ont été fusionnés dans le ministère de l'EEconomie nationale, créé par le décret royal n° 915 du 27 avril et réglementé par le décret royal n° 1439 du 5 juillet. Toutefois, ce ministère a été supprimé après seulement six ans : en 1929 (décret royal n° 1661 du 12 septembre et n° 1663 du 27 septembre), ses compétences ont été en partie transférées à un nouveau ministère, le ministère de l'Agriculture et des Forêts, et en partie transférées au ministère des Corporations.
Après la chute du fascisme en 1943, le ministère des Corporations est supprimé ; il est remplacé par le ministère de l'Industrie, du Commerce et du Travail, créé par le décret royal n° 718 du 9 août 1943, auquel sont également transférées en 1944 les compétences précédemment attribuées au ministère de la Production de guerre. Sous le gouvernement Parri, ce ministère a été subdivisé par le décret législatif n° 377 du 21 juin 1945. 21 juin 1945, n° 377, en deux ministères distincts : le ministère du Travail et de la Sécurité sociale (aujourd'hui ministère du Travail et de la Politique sociale) et le ministère de l'Industrie et du Commerce (depuis 1966, ministère de l'Industrie, du Commerce et de l'Artisanat, depuis 2001, ministère des Activités productives et, enfin, depuis 2006, ministère du Développement économique). No 474 du 10 août 1945.
Le ministère de l'agriculture et des forêts conservera sa propre physionomie jusqu'en 1993, date à laquelle, à la suite d'un référendum, il sera transformé en ministère de la coordination des politiques agricoles, alimentaires et forestières (depuis 2008, ministère des Politiques agricoles, Alimentaires et Forestières).

## Titulaires
Les ministres de l'Agriculture, de l'Industrie et du Commerce du royaume d'Italie se sont succédé, à plusieurs reprises et avec des titres et des fonctions différents, de 1861 (proclamation du royaume d'Italie) à 1946 (naissance de la République italienne).
- Liste des ministres de l'Agriculture, de l'Industrie et du Commerce d'Italie.

## Source
- (it) Cet article est partiellement ou en totalité issu de l’article de Wikipédia en italien intitulé « Ministri dell'agricoltura, dell'industria e del commercio del Regno d'Italia » (voir la liste des auteurs).